# Alisa Galiámova
Alisa Mijáilovna Galiámova (en ruso: Алиса Михайловна Галлямова, en tártaro: Алисә Михаил кызы Галләмова; nacida el 18 de enero de 1972 en Kazán) es un jugadora rusa de ajedrez que tiene los títulos de Maestro Internacional (MI) y Gran Maestro Femenina (WGM) de la FIDE. Es dos veces subcampeona del Campeonato Mundial Femenino de Ajedrez en 1999 y 2006, y tres veces campeona de Rusia femenina (1997, 2009, 2010). Fue conocida como "Alisa Galiamova-Ivanchuk" de 1993 a 2001.
Jugó con el equipo ruso ganador de la medalla de oro en la Olimpiada de Ajedrez Femenina de 2010 y con el equipo ucraniano ganador de la medalla de oro en el Campeonato de Europa de ajedrez por equipos femenino de 1992.

## Carrera profesional
Galiámova ganó el Campeonato Mundial Femenino Sub-16 en 1987 y 1988. En 1988 también ganó el Campeonato Mundial Juvenil Femenino.
En diciembre de 1997 ganó el Torneo de Candidatos para luchar por el Campeonato Mundial de Ajedrez Femenino celebrado en Groningen, Países Bajos. Inicialmente estaba programado jugar una competición con Xie Jun (quien terminó segundo en el Torneo de Candidatos de 1997) en agosto de 1998 y se suponía que la ganadora de esa competición jugaría una competición en noviembre de 1998 con Zsuzsa Polgár por el Campeonato Mundial Femenino de Ajedrez.
Sin embargo, después de que la competición con Xie Jun ya estuviese organizada, Galiámova se opuso porque todas las partidas estaban programadas para jugarse en China, la casa de su rival. Esto se debía a que únicamente China había pujado para hospedar la competición. Galiámova quería que la mitad del partido se jugara en Kazán, Rusia. Sin embargo, los representantes rusos no presentaron el dinero necesario. Finalmente, cuando Galiámova no se presentó para jugar el partido, el partido fue declarado perdido y la victoria fue para Xie Jun.
Posteriormente, la FIDE programó una competición entre Xie Jun y Zsuzsa Polgár en noviembre de 1998. Sin embargo, Polgár dijo que no podía jugar en ese momento porque estaba embarazada. Después de que Polgár diese a luz a su primer hijo, Tom, en marzo de 1999, la FIDE volvió a intentar organizar una competición. Esta vez Polgár dijo que no podía jugar el partido porque estaba amamantando.
Finalmente, tras de repetidos esfuerzos para organizar la competición que se suponía que iba a tener lugar en 1998, la FIDE declaró que Polgár había perdido su título y que el título estaba vacante. La FIDE decidió permitir que Galiámova volviera al ciclo y celebró un partido entre Xie Jun y Galiamova por el Campeonato Mundial Femenino de Ajedrez 1999. Esta vez, Galiámova estaba dispuesta a jugar porque su demanda original se había cumplido en el sentido de que Rusia había aportado el dinero para patrocinar la mitad del partido. El partido se celebró en Kazán, Rusia y Shenyang, China, en agosto de 1999, y Xie Jun ganó con una puntuación de 8,5 contra 6,5.
En marzo de 2006, Galiámova alcanzó nuevamente la final del Campeonato Mundial Femenino FIDE, compitiendo contra Xu Yuhua.
En 2017, fue tercera en el Campeonato de Europa Femenino en Riga.